# تشيس ن. بيترسون
تشيس ن. بيترسون (بالإنجليزية: Chase N. Peterson)‏ هو قسيس أمريكي، ولد في 27 ديسمبر 1929 في لوغان في الولايات المتحدة، وتوفي في 14 سبتمبر 2014 في مدينة سولت ليك في الولايات المتحدة.